# 八田鮎子
八田 鮎子（はった あゆこ、5月30日 - ）は日本の漫画家。兵庫県出身。血液型O型。デビュー作品は『ずっと君の王子様』。

## 作品リスト

### 単行本
全て集英社、マーガレットコミックスから刊行されている。
- ひよこロマンチカ（2007年1月25日発売[2]、ISBN 978-4-08-846135-9、全1巻）
  - ひよこロマンチカ（『別冊マーガレット』2006年6月号 - 7月号）
  - 愛っていうのはね
  - スイカジュース（『ザ マーガレット』2005年5月号）
- オーダーは僕でよろしいですか?（2008年6月25日発売[3]、ISBN 978-4-08-846310-0）
  - オーダーは僕でよろしいですか?（『デラックスマーガレット』2007年11月号）
  - ハルコイ（『別冊マーガレット』2007年5月号別冊ふろく『別マスペシャル』SPRING）
  - パワー オブ ラブ（『ザ マーガレット』2007年3月号）
  - フライングスタート!（『別冊マーガレット』2005年6月号）
  - 春に嵐と雪がふる!（『別冊マーガレット』2008年3月号 - 6月号）
- ボクの世界 キミのリアル（2008年11月25日発売[4]、ISBN 978-4-08-846360-5）
  - ボクの世界 キミのリアル（『ザ マーガレット』2008年8月号）
  - 私のカテキョ様（『デラックスマーガレット』2008年5月号）
  - キミの思うツボ（『デラックスマーガレット』2006年11月号）
  - 僕のウサギちゃん（『デラックスマーガレット』2008年11月号）
- 悪い子の味方（2009年11月25日発売[5]、ISBN 978-4-08-846470-1）
  - 悪い子の味方[6]（『デラックスマーガレット』2009年11月号）
  - この男でいいのか?（『デラックスマーガレット』2009年1月号）
  - シトラスウエット（『別冊マーガレット』2009年8月号）
  - ずっと君の王子さま（『別冊マーガレット』2002年12月号、デビュー作）
- キミを中心に世界はまわる（2010年6月25日発売[7]、『別冊マーガレット』2009年12月号[8] - 2010年2月号、ISBN 978-4-08-846541-8、全1巻）
  - Best Choice!
- ぐるぐるめぐる（2010年11月25日発売[9]、『別冊マーガレット』2010年6月号[10] - 9月号[11]、ISBN 978-4-08-846596-8、全1巻）
  - めぐるの成長（描きおろし）
- オオカミ少女と黒王子（2011年 - 2016年、全16巻）
- ばいばいリバティー[注 1]（2016年 - 2017年、全4巻）
  1. 2017年1月25日発売[12][13]、『別冊マーガレット』2016年10月号[14] - 2017年1月号、ISBN 978-4-08-845706-2
    - オオカミ少女と黒王子 番外編[15][16]（『別冊マーガレット』2016年6月号）

  2. 2017年5月25日発売[17]、『別冊マーガレット』2017年2月号 - 5月号、ISBN 978-4-08-845762-8
  3. 2017年9月25日発売[18]、『別冊マーガレット』2017年6月号 - 9月号、ISBN 978-4-08-845822-9
    - ばいばいリバティー 中坊3人青春記（『別冊マーガレット』2017年8月号別冊ふろく『BETSUMA SPIN-OFF』）

  4. 2018年2月23日発売[19][20]、『別冊マーガレット』2017年10月号 - 2018年1月号[21]、ISBN 978-4-08-845893-9
- 灰原くんはご機嫌ななめ[注 2]（2018年 - 2019年、全3巻）
  1. 2018年9月25日発売[22][23]、『別冊マーガレット』2018年6月号[24] - 9月号、ISBN 978-4-08-844098-9
  2. 2019年1月25日発売[25]、『別冊マーガレット』2018年10月号 - 2019年1月号、ISBN 978-4-08-844158-0
  3. 2019年5月24日発売[26]、『別冊マーガレット』2019年2月号 - 5月号[27]、ISBN 978-4-08-844202-0
- 今、恋をしています。[注 3]（2019年 - 2023年、全9巻）
  1. 2020年4月24日発売[28][29]、『別冊マーガレット』2020年1月号[30] - 4月号、ISBN 978-4-08-844344-7
    - オオカミ少女と黒王子 番外編（描きおろし）

  2. 2020年8月25日発売[31]、『別冊マーガレット』2020年5月号 - 8月号、ISBN 978-4-08-844371-3
  3. 2020年12月24日発売[32]、『別冊マーガレット』2020年9月号 - 12月号、ISBN 978-4-08-844420-8
  4. 2021年5月25日発売[33]、『別冊マーガレット』2021年1月号 - 3月号、5月号、ISBN 978-4-08-844487-1
    - 「今恋」ボイスコミックスペシャルレポまんが&インタビュー!![34]（『別冊マーガレット』2021年7月号）

  5. 2021年9月24日発売[35]、『別冊マーガレット』2021年6月号 - 9月号、ISBN 978-4-08-844530-4
  6. 2022年1月25日発売[36]、『別冊マーガレット』2021年10月号 - 2022年1月号、ISBN 978-4-08-844578-6
  7. 2022年6月23日発売[37]、『別冊マーガレット』2022年2月号 - 4月号、6月号、ISBN 978-4-08-844611-0
  8. 2022年10月25日発売[38]、『別冊マーガレット』2022年7月号 - 10月号、ISBN 978-4-08-844701-8
  9. 2023年2月24日発売[39]、『別冊マーガレット』2022年11月号 - 2023年2月号、ISBN 978-4-08-844726-1

### 文庫本
集英社文庫から刊行されている。
- 八田鮎子 恋愛女子短編集 オーダーは僕でよろしいですか?（2016年5月18日発売[40][41]、ISBN 978-4-08-619627-7）
  - オーダーは僕でよろしいですか?（『デラックスマーガレット』2007年11月号）
  - ハルコイ（『別冊マーガレット』2007年5月号別冊ふろく『別マスペシャル』SPRING）
  - パワー オブ ラブ（『ザ マーガレット』2007年3月号）
  - フライングスタート!（『別冊マーガレット』2005年6月号）
  - ボクの世界 キミのリアル（『ザ マーガレット』2008年8月号）
  - 私のカテキョ様（『デラックスマーガレット』2008年5月号）
  - キミの思うツボ（『デラックスマーガレット』2006年11月号）

### 単行本未収録作品
- ハルカナ約束（『Myojo』2005年11月号 - 12月号 別冊付録。KAT-TUNメンバーへのインタビューをもとに、忠実にストーリーが作られている漫画）
- ジョジョの奇妙な映画レポート（『別冊マーガレット』2017年9月号）
- うちの夜遅めし（『Cookie』2017年11月号）